# Walker (Missouri)
Walker – miasto w Stanach Zjednoczonych, w stanie Missouri, w hrabstwie Vernon.